# Częstochowa
Częstochowa (poljski izgovor: čenstohova [▶]) je grad u južnoj Poljskoj u Šleskom vojvodstvu. Unatoč tome, nije u Šleskoj, nego u pokrajini Malopoljskoj. Najpoznatiji je po svetištu Jasna Gora sa slikom Gospe Częstochowske. To je najpoznatije i najposjećenije svetište u Poljskoj.

## Etimologija
Ime Częstochowa dolazi od osobnog imena Częstoch koje se u dokumentima još naziva Częstobor i Częstomir. 1220., grad se zvao Czanstochowa. Od 1382. do 1558. se zvao Częstochow. Danas se zove Częstochowa. Također je poznato njemačko ime Tschenstochau i rusko Ченстохов (Čenstohov).

## Upravna organizacija
Od 1975. do 1999. bila je sjedištem Čenstohovskog vojvodstva. Tijekom 1990-ih namjeravalo se napraviti novo vojvodstvo, Staropoljsko vojvodstvo u koji bi ušlo Čenstohovsko, Kielecko i djelići nekih susjednih vojvodstava. Do tog nije došlo. Upravnim preustrojem iz 1999. godine došla je dijelom Šleskog vojvodstva. 

## Povijest
Grad je osnovan u 11. stoljeću. 1382. je Władysław Opolczyk (Vladislav Opolski) osnovao pavlinski samostan na Jasnoj gori. Dvije godine kasnije je donijeta slika crne Gospe Częstochowske i samostan je postao značajno hodočasničko svetište.
U 17. st. je oko samostana sagrađena tvrđava koja je bila jedno od posljednjih mjesta poljskog otpora švedskoj invaziji Poljske 1655. (bitka kod Jasne Gore u kojoj je Poljska pobijedila). Nakon druge podjele Poljske 1793. je Częstochowa postala dio Pruske. Grad je brzo narastao u doba Napoleonovih ratova kad je kratkotrajno postojalo Varšavsko Vojvodstvo. 1826. su se ujedinili gradovi Częstochowa i Częstochówka (sagrađen 1717. kao Nova Częstochowa).
1846. je sagrađena pruga Varšava-Beč koja prolazi pokraj grada. Od 1870. se u blizini počinje kopati željezna ruda i to daje poticaj razvoju industrije u gradu. Osnivaju se mnoge tvornice (najveća željezara je Huta Częstochowa) te dolaze radnici i grad se brzo širi.
Nakon 1. svj. rata prestaje iskorištavanje željezne rude te zbog toga grad stagnira u razvoju. Tokom 2. svj. rata je Njemačka zauzela grad i preimenovala ga u Tschenstochau. Osnovano je geto za Židove i većina ih je ubijena (150 Židova je ubijeno već prvi dan nakon ulaska Nijemaca na "krvavi ponedjeljak" 3. 9. 1939).
Nakon 2. sv.j rata. komunistička vlast pokreće industrijalizaciju zemlje i ponovo se otvaraju željezare (najveća željezara Bolesław Bierut). Nakon toga grad ponovno počinje rasti. 1975. je osnovano posebno Częstochowsko vojvodstvo koje je postojalo do 1998. Nakon pada komunizma se grad jače profilira kao turističko i hodočasničko središte poznato i izvan granica Poljske. Poseban poticaj razvoju hodočašća je dao papa Ivan Pavao II. koji je dva puta posjetio svetište (1983. i 1991).

## Zemljopis
Częstochowa se nalazi na rijeci Warti na jugu Poljske u povijesnoj pokrajini Małopolska. Małopolska je bogata rudama (posebno ugljenom i željeznom rudom) te je zbog toga centar razvoja industrije. Częstochowa je značajno željezničko čvorište, a postoje i cestovne veze prema Krakowu i Varšavi. Željezničke veze dovode do mnogih gradova, npr. Varšava, Łódź, Toruń, Gdanjsk, Szczecin, Wrocław, Gliwice, Katowice, Krakov i Kielce.

## Svetište
Jasna Gora je najpoznatije poljsko marijansko svetište i jedno od najznačajnijih u svijetu (2004. je zabilježeno 3,5 milijuna hodočasnika iz 66 različitih država). Nalazi se na brdu unutar grada. Predmet štovanja je crna slika Marije koja se nalazi u crkvi Rođenja Marijina unutar pavlinskog samostana koja je 1906. proglašena bazilikom. Crkva je građena u 15. st., a u 17. i 18. st. je uređena u baroknom stilu. Postoje freske Karla Dankwarta. Glavni oltar Uznesenja Marijina je 1728. napravio Jakob Anton Buzzini.